# Irmgard Henckel von Donnersmarck
Irmgard Henckel von Donnersmarck, właśc. Irmgard Maria Laura Fanny Wanda Waleska Henckel von Donnersmarck (ur. 21 maja 1872 w Dreźnie, zm. 4 marca 1940 w Monachium) – hrabianka, Dama Orderu Gwiaździstego Krzyża.

## Życiorys
Urodziła się 21 maja 1872 w Dreźnie jako córka Hugona II i Wandy von Gaschin. 14 lutego 1901 w Krowiarkach poślubiła barona Eberharda von Pach zu Hansenheim und Hohen-Eppan. W taki oto sposób stała się panią fideikomisu Pernegg, Harmansdorf i Zobelsdorf. Zmarła bezdzietnie 4 marca 1940 w Monachium.

## Genealogia
| Pradziadkowie                                           | hrabia Karol Henckel von Donnersmarck (1784–1813) ∞1810 hrabina Eugenia Wengersky von Ungarschütz (1790–1858) | hrabia Karol Henckel von Donnersmarck (1784–1813) ∞1810 hrabina Eugenia Wengersky von Ungarschütz (1790–1858) | ?? ∞ ??                                                                                           | ?? ∞ ??                                                                                           | hrabia Leopold Armand von Gaschin (1790–1848) ∞ hrabina Ernestyna Strachwitz von Gross-Zauche (1790–1836) | hrabia Leopold Armand von Gaschin (1790–1848) ∞ hrabina Ernestyna Strachwitz von Gross-Zauche (1790–1836) | margrabia Jan Stanisław Sumiński (1786–1839) ∞ Julia Józefa z Dąmbskich (1792–1863)               | margrabia Jan Stanisław Sumiński (1786–1839) ∞ Julia Józefa z Dąmbskich (1792–1863)               |
| Dziadkowie                                              | hrabia Hugo I Henckel von Donnersmarck (1811–1890) ∞1830 hrabina Laura von Hardenberg (1792–1847)             | hrabia Hugo I Henckel von Donnersmarck (1811–1890) ∞1830 hrabina Laura von Hardenberg (1792–1847)             | hrabia Hugo I Henckel von Donnersmarck (1811–1890) ∞1830 hrabina Laura von Hardenberg (1792–1847) | hrabia Hugo I Henckel von Donnersmarck (1811–1890) ∞1830 hrabina Laura von Hardenberg (1792–1847) | hrabia Amand von Gaschin (1815–1866) ∞1837 Franciszka Nimfa von Gaschin-Rosenberg (1817–1879)             | hrabia Amand von Gaschin (1815–1866) ∞1837 Franciszka Nimfa von Gaschin-Rosenberg (1817–1879)             | hrabia Amand von Gaschin (1815–1866) ∞1837 Franciszka Nimfa von Gaschin-Rosenberg (1817–1879)     | hrabia Amand von Gaschin (1815–1866) ∞1837 Franciszka Nimfa von Gaschin-Rosenberg (1817–1879)     |
| Rodzice                                                 | hrabia Hugo II Henckel von Donnersmarck (1832–1908) ∞1856 hrabianka Wanda von Gaschin (1837–1908)             | hrabia Hugo II Henckel von Donnersmarck (1832–1908) ∞1856 hrabianka Wanda von Gaschin (1837–1908)             | hrabia Hugo II Henckel von Donnersmarck (1832–1908) ∞1856 hrabianka Wanda von Gaschin (1837–1908) | hrabia Hugo II Henckel von Donnersmarck (1832–1908) ∞1856 hrabianka Wanda von Gaschin (1837–1908) | hrabia Hugo II Henckel von Donnersmarck (1832–1908) ∞1856 hrabianka Wanda von Gaschin (1837–1908)         | hrabia Hugo II Henckel von Donnersmarck (1832–1908) ∞1856 hrabianka Wanda von Gaschin (1837–1908)         | hrabia Hugo II Henckel von Donnersmarck (1832–1908) ∞1856 hrabianka Wanda von Gaschin (1837–1908) | hrabia Hugo II Henckel von Donnersmarck (1832–1908) ∞1856 hrabianka Wanda von Gaschin (1837–1908) |
| Irmgard (1872–1940), hrabianka Henckel von Donnersmarck | | |                                                                                                   |                                                                                                   | | |                                                                                                   |                                                                                                   |